# ТЕС Асьют
ТЕС Асьют — теплова електростанція у центральній частині Єгипту, розташована на західному березі Нілу в місті Асьют.
У 1966—1967 роках на площадці станції ввели в експлуатацію три парові турбіни Brown Boveri & Cie потужністю по 30 МВт, розраховані на використання нафтопродуктів. Запуск у 2015 році ТЕС Асьют-Захід дозволив вивести їх з експлуатації, при цьому на майданчику старої станції розгорнулось будівництво нового енергоблоку (відомий як ТЕС Валідія) потужністю 650 МВт, для якого обрали технологію суперкритичного парового циклу. Його введення було заплановане на кінець 2019 року.
ТЕС Валідія передусім розрахована на використання природного газу, що надходить по Газопроводу Верхнього Єгипту.
Для видачі продукції з ТЕС Валідія запланували спорудити ЛЕП, розраховану на напругу 500 кВ.